# 雙溪里 (嘉義縣)
雙溪里是中華民國嘉義縣朴子市的一個里，位於朴子市的東北部，北鄰六腳鄉溪厝村，東鄰六腳鄉蒜南村，南鄰溪口里，面積1.5979平方公里，有雙溪國小。